# Paolo da Firenze
Paolo da Firenze (Paolo Tenorista, "Magister Dominis Paulas Abbas de Florentia") (Florencia, 1355 — † Florencia, después del 20 de septiembre de 1436), fue un compositor italiano, y un teórico musical de finales del siglo XIV y principios del XV, que se considera la época de transición entre la música medieval y la renacentista. La mayor parte de la música que se conoce del ars nova italiano es en gran parte atribuible más a Paolo que a cualquier otro compositor exceptuando a Francesco Landini.
Una inusual cantidad de información biográfica de Paolo está disponible; mientras que detalles de las vidas de otros compositores del siglo XIV son escasas, y frecuentemente inexistentes, un reciente descubrimiento de un manuscrito exquisitamente ilustrado que contiene música de Paolo, así como también su testamento, les ha dado oportunidad a los biógrafos para armar un perfil básico.
Paolo nació en Florencia; su padre se llamaba Marco, lo más probable es que su familia era humilde.El testamento de Paolo, redactado el 21 de septiembre de 1436, nombra a tres hermanos entre los distintos herederos: además de Domenico, Antonio y Niccolò. El legado connota a Pablo como un ciudadano adinerado: además de una dote personal de una determinada entidad, hay ocho libros, al menos cinco de los cuales son litúrgicos, así como una Música de Boecio y las Etimologías de Isidoro de Sevilla.
Varios documentos florentinos dan testimonio de la alta estima de que disfrutaba Pablo en el ambiente eclesiástico de la ciudad; durante los años veinte estuvo entre los administradores de la Curia; también fue legado pontificio de los intereses de S. Maria degli Angeli y comisionado apostólico de Martín V. En varios documentos se le designa como «abbas de Pinu»; en los últimos años de su vida, sin embargo, residió en Orbatello. De estas fuentes nos enteramos del nombre del padre, Marco, y sabemos que un hermano, Domenico, también se había instalado en el hospicio debido a su pobreza. Esta última circunstancia va en contra de la hipótesis de pertenencia a una familia aristocrática.
Se unió a la orden benedictina alrededor de 1380, y un retrato de él en el Codex Squarcialupi lo muestra con una sotana benedictina de color negro; y el 8 de marzo de 1401, tomó el puesto de abad de San Martín del Pino. Poco antes de 1417 se hizo del cargo de rector de Orbatello el cual retuvo aproximadamente diez años.
En la primera década del siglo XV, -probablemente cerca de 1410- mientras estaba en Florencia, supervisó la compilación del magnífico Códice Squarcialupi, la fuente -en si sola- de música más importante de Italia en el siglo XIV.
En 1428 Paolo, por razones de salud, nombró a don Angelo dei Tarlatini de Perugia como su vicario general en San Martino; y el 16 de junio d 1433 lo designó abad renunciando él a este puesto, tenía 78 años.
Paolo murió en Florencia. Siendo que su testamento está fechado 21 de septiembre de 1436, murió ese día o tiempo después, a una edad avanzada para esa época (81 años).

## Música e influencia
La mayoría de la música de Paolo fue publicada en ediciones modernas de la década de 1970, haciéndola más accesible, y como resultado recibió mucha más atención de lo usual de parte de los críticos. 
Su música tuvo aspectos conservadores y a la vez progresistas. Mientras que la mayor parte de música conservada de Paolo era de carácter secular -y toda vocal- dos composiciones religiosas (Benedicamus Domino para dos voces, y Gaudeamus omnes in Domino para tres) también han subsistido hasta nuestros días. 
Es imposible saber cuánta de su música se ha perdido, pero en el siglo XIV se vio un interés exacerbado en la música notada de carácter secular en Italia, y la proporción entre sus obras conservadas seculares y religiosas pueden representar la tendencia en la época. 
Sus composiciones seculares son de tres tipos: 
- 13 madrigales del trecento
- 46 ballate (algunas de las cuales son fragmentarias, y algunas tienen la firma de Paolo borrada de la fuente).
- 5 canciones seculares misceláneas.

Toda su música es para tres o cuatro voces, y se puede datar gracias a fuentes que tratan de características estilísticas del periodo anterior a 1410. Si compuso algo después de ese año no se conoce.
La pregunta más confusa acerca de cualquier fuente de la música de Paolo es la presencia en el Código Squarcialupi -cuya recopilación fue probablemente supervisada por él-, de 32 páginas, todas con su nombre en la parte superior, su retrato en la primera página, y que solo contiene pentagramas en blanco. Se ha sugerido que su música no estaba disponible para la fecha de su término de recopilación; pero aun así estas páginas permanecieron en blanco. Hoppin (p.466) sugiere que Paolo estaba fuera de Florencia cuando el manuscrito se compiló, al servicio del cardenal Acciaiuoli, y esto podría explicar el porqué de la música faltante.
Los madrigales de Paolo combinan notación francesa e italiana, y muestran una considerable influencia de la escuela de manierismo de Aviñón correspondiente al Ars subtilior gracias a sus complejos e intrincados patrones rítmicos; a pesar de eso la mayoría de ellos son para dos voces, una opción muy conservadora. Las ballati están hechas progresivamente; la mayoría están hechas para tres voces, y son líricas, melódicas y sigue usando aún algo de los intricados extremos rítmicos de la escuela Ars subtilior. La influencia de Landini, complicada de evadir para cualquier compositor florentino en la última parte del siglo XIV, es evidente en los madrigales y en las ballati.

## Discografía
- 1950 - Monuments of the Ars Nova, vol. 102. (L'Oiseau-lyre 102 10).
- 1969 - The Seraphim Guide to Renaissance Music. Ensemble Syntagma Musicum, Kees Otten. (Seraphim SIC-6052).
- 1968 - Music of the Middle Ages and Renaissance. Vol. I. 13th-15th Centuries. Ens. Syntagma Musicum, Kees Otten. (2-HMV HQS 1195/6).
- 1973 - Das Fest des Pierbaldo nach dem Sonettenkranz. Les menestrels. (MHS 3289).
- 1983 - Italian and French Music of the 14th-15th Centuries. Pro anima Ensemble, Gennadi Golstein. (Melodia C10 20219 002).
- 1991 - The Medieval Romantics. Gothic Voices, Christopher Page. (Hyperion CDA66463).